# الله‌قلی‌خان زنگنه
الله‌قلی‌خان زنگنه ملقب به رکن‌الدوله از بزرگان کرد ایل زنگنه بود، که در زمان سلسله زند از اواسط دهه ۱۷۵۰ تا مرگ او در سال ۱۷۸۵ حاکم کرمانشاه بود. او در زمانی که حاکم اردلان، خسرو خان بزرگ اردلان، او را شکست داد و منطقه را در دست گرفت، کشته شد. احیای شهر کرمانشاه پس از تخریب کامل آن در سال ۱۷۵۳ در زمان حکومت او انجام شد. آمدن آقا محمدعلی بهبهانی به کرمانشاه در زمان حکومت او اتفاق افتاد و گفته شده که وی از بهبهانی دعوت کرده تا به کرمانشاه بیاید.

## احیای شهر کرمانشاه
کریم‌خان زند در سال ۱۷۵۳ میلادی به قلعۀ کرمانشاه که در آن زمان در درۀ رود قره‌سو قرار داشت جمله کرد و به گونه‌ای آن را با خاک یکسان کرد که به مدت نزدیک به ده سال شهری به نام کرمانشاه وجود نداشت. در سال ۱۷۶۲ الله‌قلی‌خان زنگنه با زندیان صلح کرد و در نتیجۀ آن مجدداً به عنوان حاکم کرمانشاه به رسمیت شناخته شد. با حکومت مجدد الله‌قلی‌خان مردم از درۀ قره‌سو به درۀ رود آبشوران کوچ کرده و در روستاهای کُردنشین چنانی، هوری‌آباد، فیض‌آباد و برزه دماغ ساکن شدند که هر دو هم‌اکنون بخشی از بافت قدیم شهر کرمانشاه به شمار می‌آیند. ساخت بازار کرمانشاه و ساختمان‌های جدید همگی در زمان حکومت الله‌قلی‌خان و از سال ۱۷۶۲ آغاز شد که به زودی به احیای کرمانشاه انجامید.

## محفل شعرخوانی الله‌قلی‌خان زنگنه
به گفتۀ میر عبداللطیف‌خان شوشتری الله‌قلی‌خان زنگنه فردی فرهنگ‌مدار و ادب‌دوست بوده و به دلیل اشتیاقی که به شعر داشته،‌ هفته‌ای دو شب را به «علمای دانشور و شعرای سخن‌گستر»‌ اختصاص داده و مجالس شعرخوانی برگزار می‌کرده‌است. از جمله افرادی که در این جلسات حضور پیدا می‌کرده‌اند به «میرزا احمد» متخلص به شهاب، «میرزا محمد خضری»، «میرزا محمدسعید منشی»، «شاه‌قلی بیگ» و «حاجی محمد خطاط» اشاره شده‌است.

## مرگ
الله‌قلی‌خان زنگنه در جنگ با خسرو خان بزرگ اردلان، حاکم حکومت اردلان شکست خورد و کشته شد. 